# 超级街头霸王IV 3D
《超级街头霸王IV 3D》（日語：スーパーストリートファイターIV 3Dエディション）是一款由卡普空制作并在任天堂3DS上发行的《快打旋風》系列作品。本作移植自卡普空于2010年4月发售的《超级街头霸王IV》，并加入了一些针对任天堂3DS硬件独有的新游戏元素。《超级街头霸王IV 3D》是任天堂3DS在日、欧、美、澳等地区的首发游戏之一，也是卡普空用MT Framework Mobile游戏引擎制作的第一款游戏。本作在全球销量超过110万套。

## 游戏概况
《超级街头霸王IV 3D》在可玩性上与家用机版的《超级街头霸王IV》相比并无太大的缩水。本作的玩法像是一款传统的格斗游戏。

### 登场角色
《超级街头霸王IV 3D》在可操作角色上依旧保持原版中35人的庞大阵容。